# Liste d'églises françaises à clocher-mur
Cet article recense les églises de France possédant un clocher-mur (également nommé clocher à peigne, clocher-arcade ou campenard).

## Listes
Les listes suivantes reprennent le détail des clochers-murs pour chaque département français. Ces listes n'ont pas prétention à être exhaustives.
- 01 : Ain
- 02 : Aisne
- 03 : Allier
- 04 : Alpes-de-Haute-Provence
- 05 : Hautes-Alpes
- 06 : Alpes-Maritimes
- 07 : Ardèche
- 08 : Ardennes
- 09 : Ariège
- 10 : Aube
- 11 : Aude
- 12 : Aveyron
- 13 : Bouches-du-Rhône
- 14 : Calvados
- 15 : Cantal
- 16 : Charente
- 17 : Charente-Maritime
- 18 : Cher
- 19 : Corrèze
- 2A : Corse-du-Sud
- 2B : Haute-Corse
- 21 : Côte-d'Or
- 22 : Côtes-d'Armor
- 23 : Creuse
- 24 : Dordogne
- 25 : Doubs
- 26 : Drôme
- 27 : Eure
- 28 : Eure-et-Loir
- 29 : Finistère
- 30 : Gard
- 31 : Haute-Garonne
- 32 : Gers
- 33 : Gironde
- 34 : Hérault
- 35 : Ille-et-Vilaine
- 36 : Indre
- 37 : Indre-et-Loire
- 38 : Isère
- 39 : Jura
- 40 : Landes
- 41 : Loir-et-Cher
- 42 : Loire
- 43 : Haute-Loire
- 44 : Loire-Atlantique
- 45 : Loiret
- 46 : Lot
- 47 : Lot-et-Garonne
- 48 : Lozère
- 49 : Maine-et-Loire
- 50 : Manche
- 51 : Marne
- 52 : Haute-Marne
- 53 : Mayenne
- 54 : Meurthe-et-Moselle
- 55 : Meuse
- 56 : Morbihan
- 57 : Moselle
- 58 : Nièvre
- 59 : Nord
- 60 : Oise
- 61 : Orne
- 62 : Pas-de-Calais
- 63 : Puy-de-Dôme
- 64 : Pyrénées-Atlantiques
- 65 : Hautes-Pyrénées
- 66 : Pyrénées-Orientales
- 67 : Bas-Rhin
- 68 : Haut-Rhin
- 69 : Rhône
- 70 : Haute-Saône
- 71 : Saône-et-Loire
- 72 : Sarthe
- 73 : Savoie
- 74 : Haute-Savoie
- 75 : Paris
- 76 : Seine-Maritime
- 77 : Seine-et-Marne
- 78 : Yvelines
- 79 : Deux-Sèvres
- 80 : Somme
- 81 : Tarn
- 82 : Tarn-et-Garonne
- 83 : Var
- 84 : Vaucluse
- 85 : Vendée
- 86 : Vienne
- 87 : Haute-Vienne
- 88 : Vosges
- 89 : Yonne
- 90 : Territoire de Belfort
- 91 : Essonne
- 92 : Hauts-de-Seine
- 93 : Seine-Saint-Denis
- 94 : Val-de-Marne
- 95 : Val-d'Oise